# إعصار مانويل (2013)

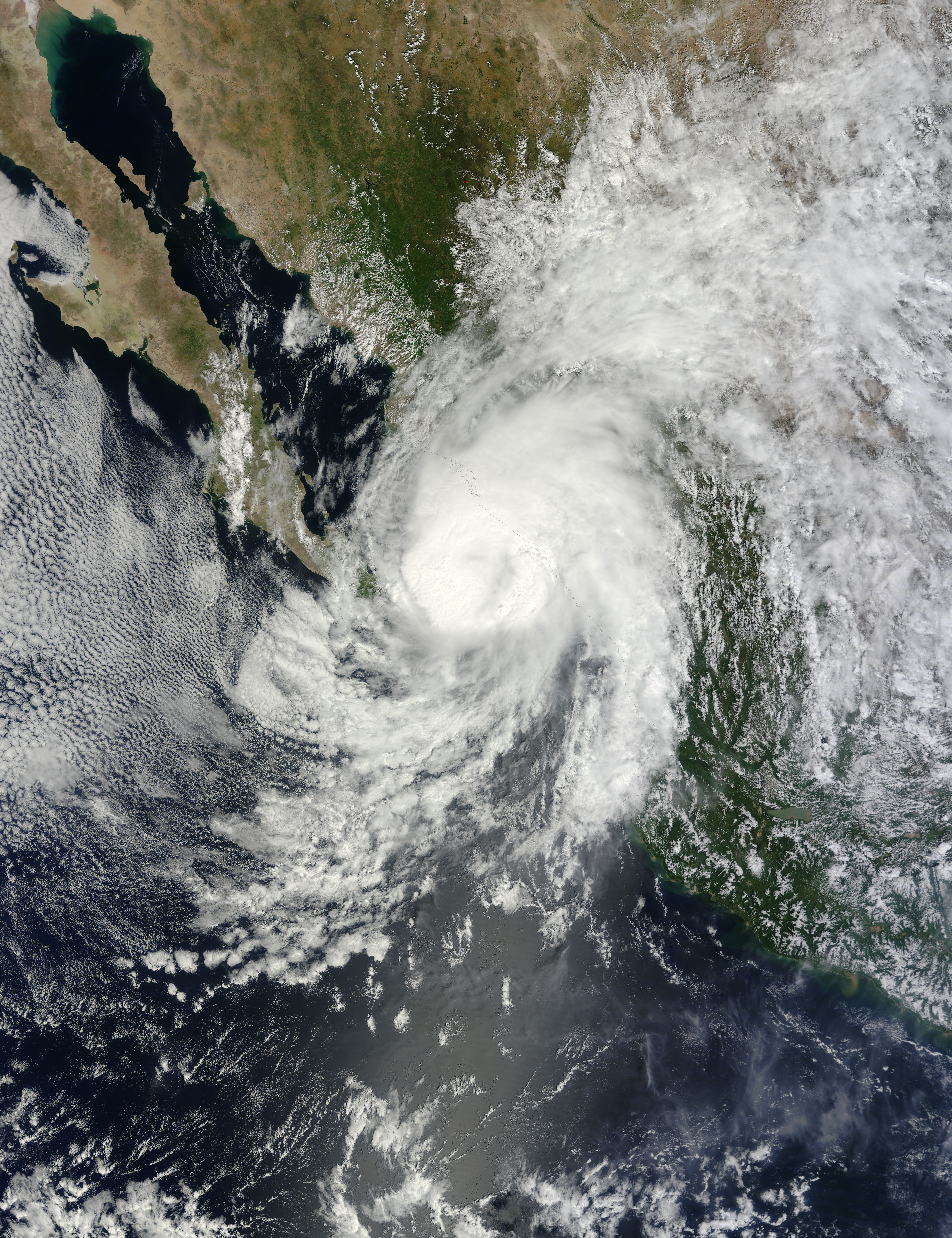
العاصفة الاستوائية مانويل في 18 سبتمبر 2013.

إعصار مانويل (بالإنجليزية: Hurricane Manuel)‏ هو إعصار قام بجلب الأمطار القاتلة لأجزاء من المكسيك، وهو مستمر مع إعصار آخر وهو إعصار إنغريد في موسم أعاصير المحيط الأطلسي في شهر سبتمبر من عام 2013م مما أدى لوفاة 38 شخص (14 شخص من إعصار مانويل) حتى 16 سبتمبر.